# Gélose Drigalski
 (novembre 2022).
Si vous disposez d'ouvrages ou d'articles de référence ou si vous connaissez des sites web de qualité traitant du thème abordé ici, merci de compléter l'article en donnant les références utiles à sa vérifiabilité et en les liant à la section « Notes et références ».

La gélose Drigalski est un milieu de culture sélectif et différentiel employé en microbiologie pour l'isolement et l'identification des bacilles Gram négatifs (BGN). Ce milieu comporte un indicateur coloré qui détecte la consommation du lactose. Décrit en 1902 par W. von Drigalski et Heinrich Conradi (de), il subit ensuite une série de modifications jusqu'à parvenir à sa formulation actuelle.

## Composition
Pour 1000 mL de milieu :

## Usage
Isolement des bacilles et colibacilles Gram- de culture facile (enterobactéries).

## Composition
- Peptone 15,0 grammes
- extrait de viande 3,0 grammes
- extrait de levure 3,0 grammes
- lactose 15,0 grammes
- désoxycholate de sodium 1,0 gramme
- cristal violet	0,005 gramme
- bleu de bromothymol 0,080 gramme
- thiosulfate de sodium 1,0 gramme
- agar-agar 11,0 grammes
- pH = 7,4 - 7,5

## Préparation
49,1 grammes par litre. Stérilisation classique.

## Lecture
Les colonies sont des colonies de bacilles Gram - .
Colonies jaunes : lactose +
Colonies vertes ou bleues : lactose -